# Rabštejn (hrad, okres Šumperk)
Hrad Rabštejn je nejvýše položeným moravským hradem, který leží v katastru Bedřichova (obec Oskava, okres Šumperk). Od roku 1964 je chráněn jako kulturní památka. Zbytky hradu se nachází na území přírodní rezervace Rabštejn.

## Historie
Hrad se poprvé uvádí roku 1318, kdy ho biskup Konrád postoupil Janu Lucemburskému. Roku 1355 prodal hrad Pertold z Lipé markraběti Janovi. Markrabě Jošt Lucemburský ho roku 1398 zastavil Prockovi z Vildenberka a Bouzova. Za husitských válek se stal hrad sídlem přívrženců husitství, kteří plenili statky olomouckého biskupství. Roku 1464 dostal hrad do zástavy Jindřich z Jenštejna, který ho rozšířil o předhradí. Za česko-uherských válek se hrad stal základnou Jiřího Tunkla, který odsud vyjížděl proti uherským vojskům. Hrad byl proto v roce 1483 oddíly Matyáše Korvína dobyt. Byl však obnoven a pustý se uvádí roku 1586. Byl částečně obnoven roku 1645, kdy se stal základnou Švédů. Švédská posádka však byla vypuzena. Na konci 17. století byl hrad definitivně opuštěn.